# 鱗木科
鱗木科（学名：Lepidodendraceae）是水韭目下的一科，其下植物與石松目植物類似，是樹木狀的植物。在石炭紀時頗為興盛，形成廣大的蕨類雨林。它們的高度可達30（98英尺），直徑超過1（3英尺3英寸）。其遺骸在地底下經長久的化學及物理作用後，形成現代人類最重要的燃料資源煤炭及天然氣。

## 形態

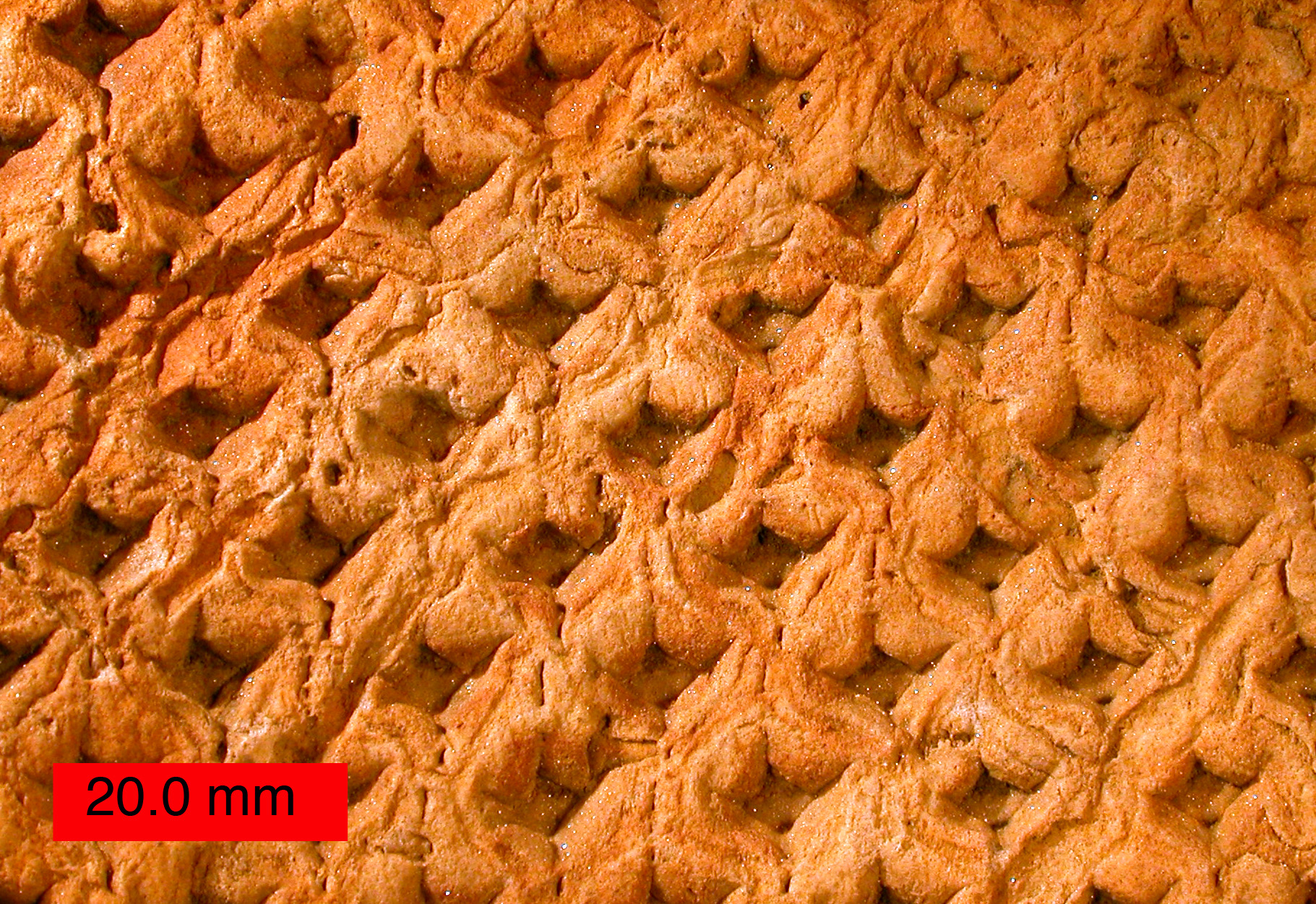
俄亥俄州上石炭統的鱗木外模

鱗木科的植物體高大、粗壯而只在頂部有一個巨大的樹冠。葉子狹長，呈螺旋狀排列。其軀幹最初是原生中柱，外部的木質部首先成熟，上層軀幹為韌皮在外的管狀中柱，木質部夾在兩層韌皮部中間。
軀幹上有密集的菱形葉座，從化石上來看類似輪胎和鱷魚鱗。這些葉座有氣孔，含有葉綠素。因此據推測其軀幹應該是綠色的。
樹枝末端是毬果形狀的組織，但是這個組織不產生種子而是孢子。其生長速度很快，壽命約為10至15年。其中的一些物種可能一生只結一次果。

## 圖片

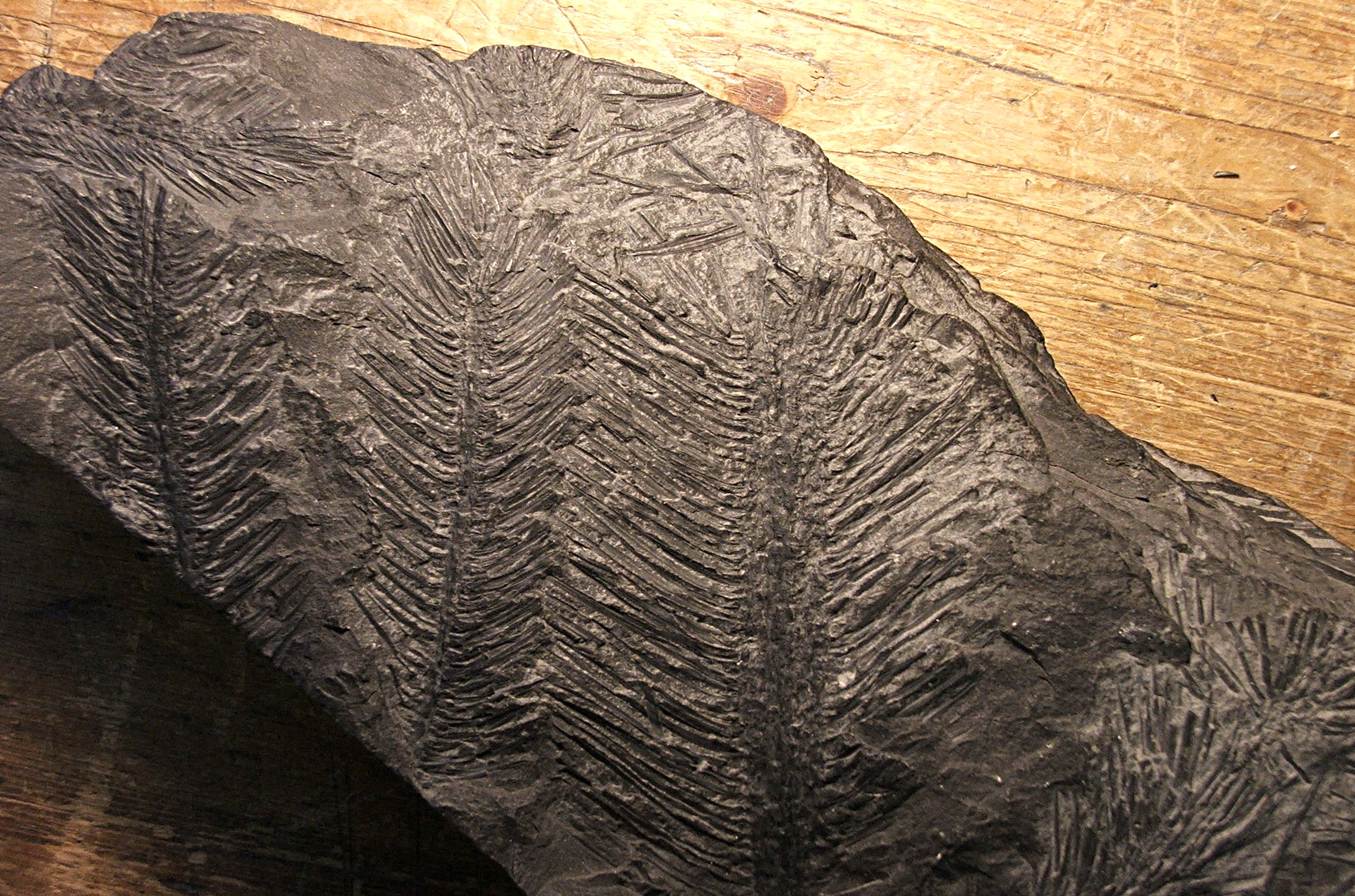
鱗木的葉子
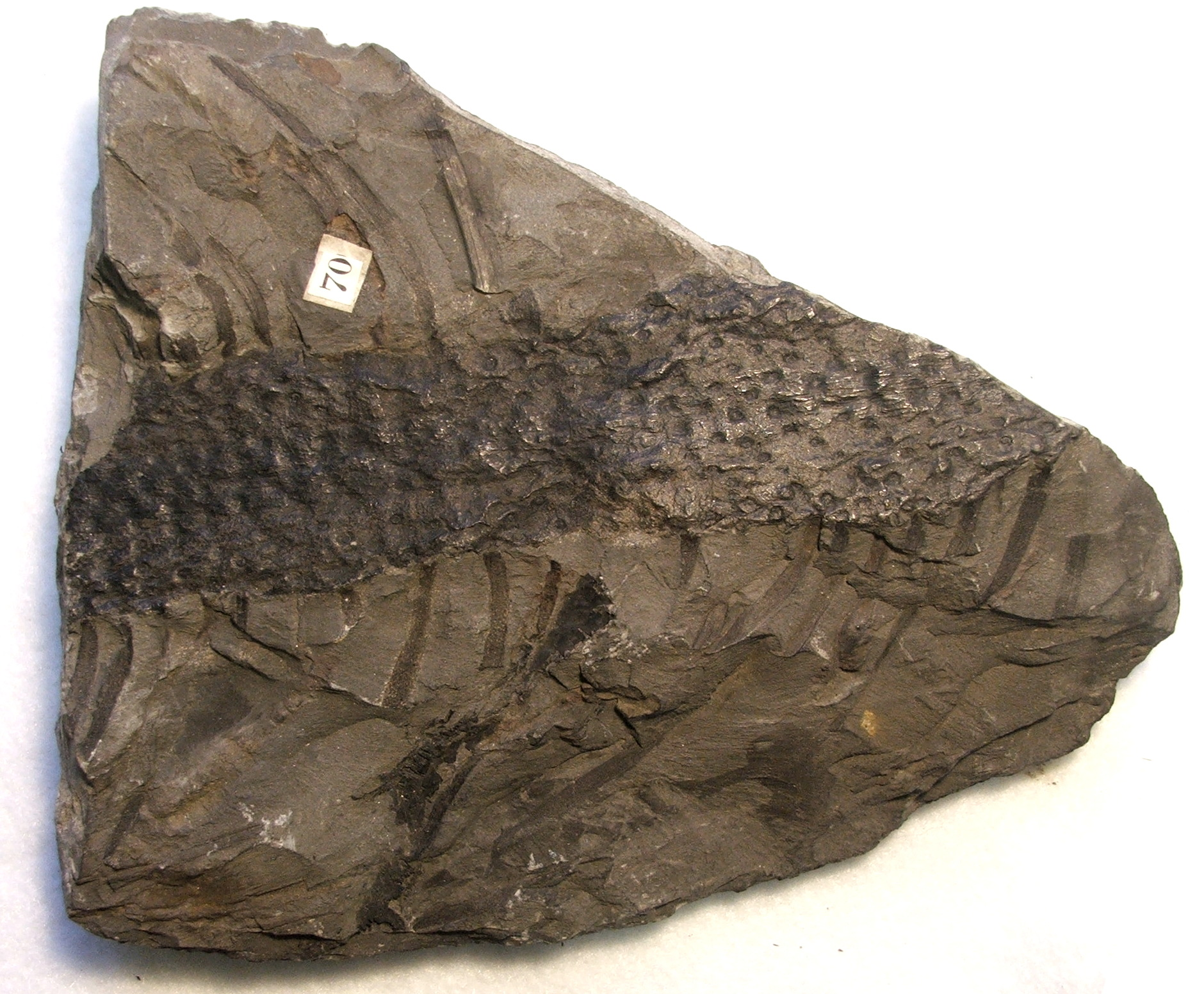
鱗木科植物的一截樹枝，上面有葉子
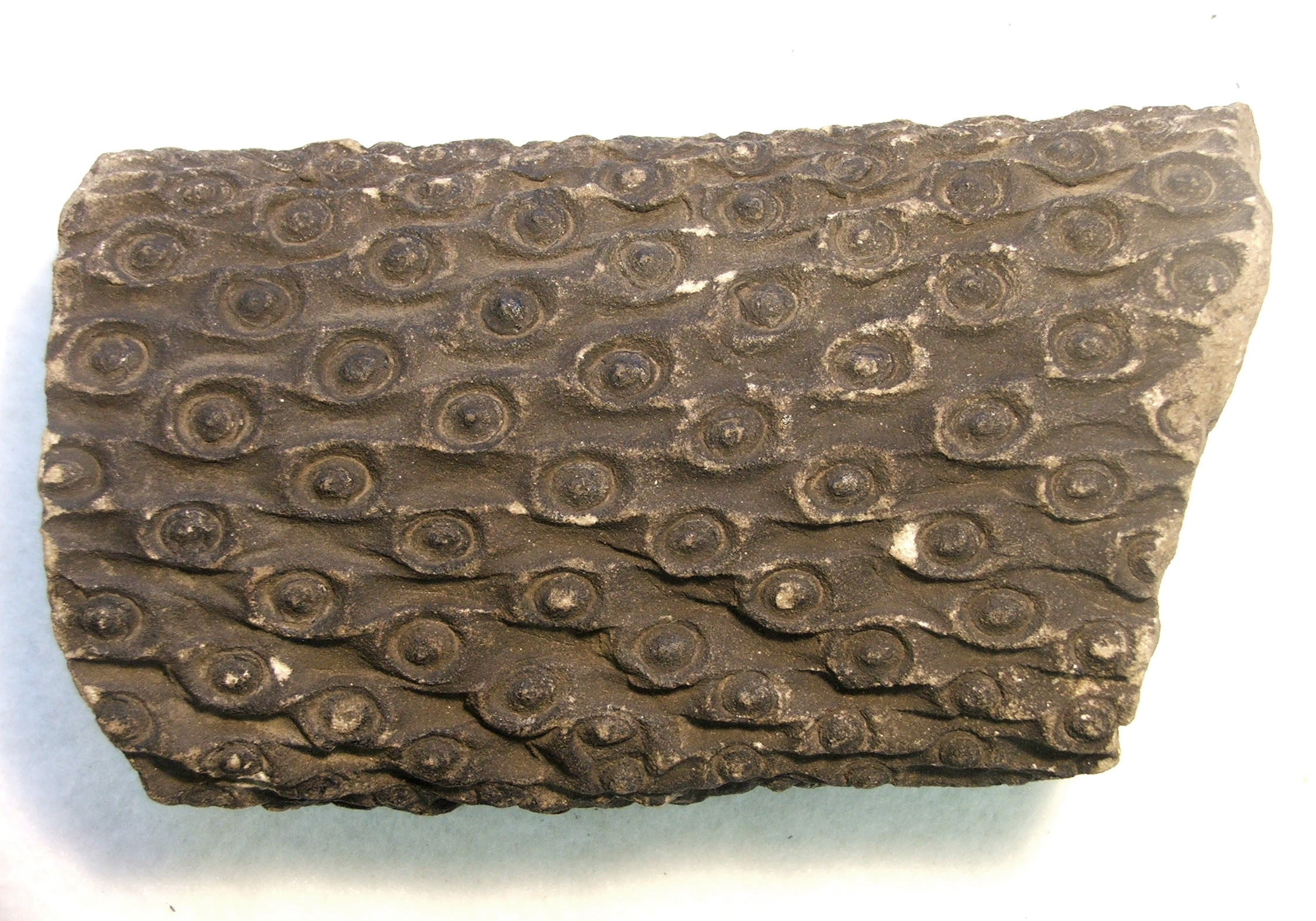
封印木的樹幹化石
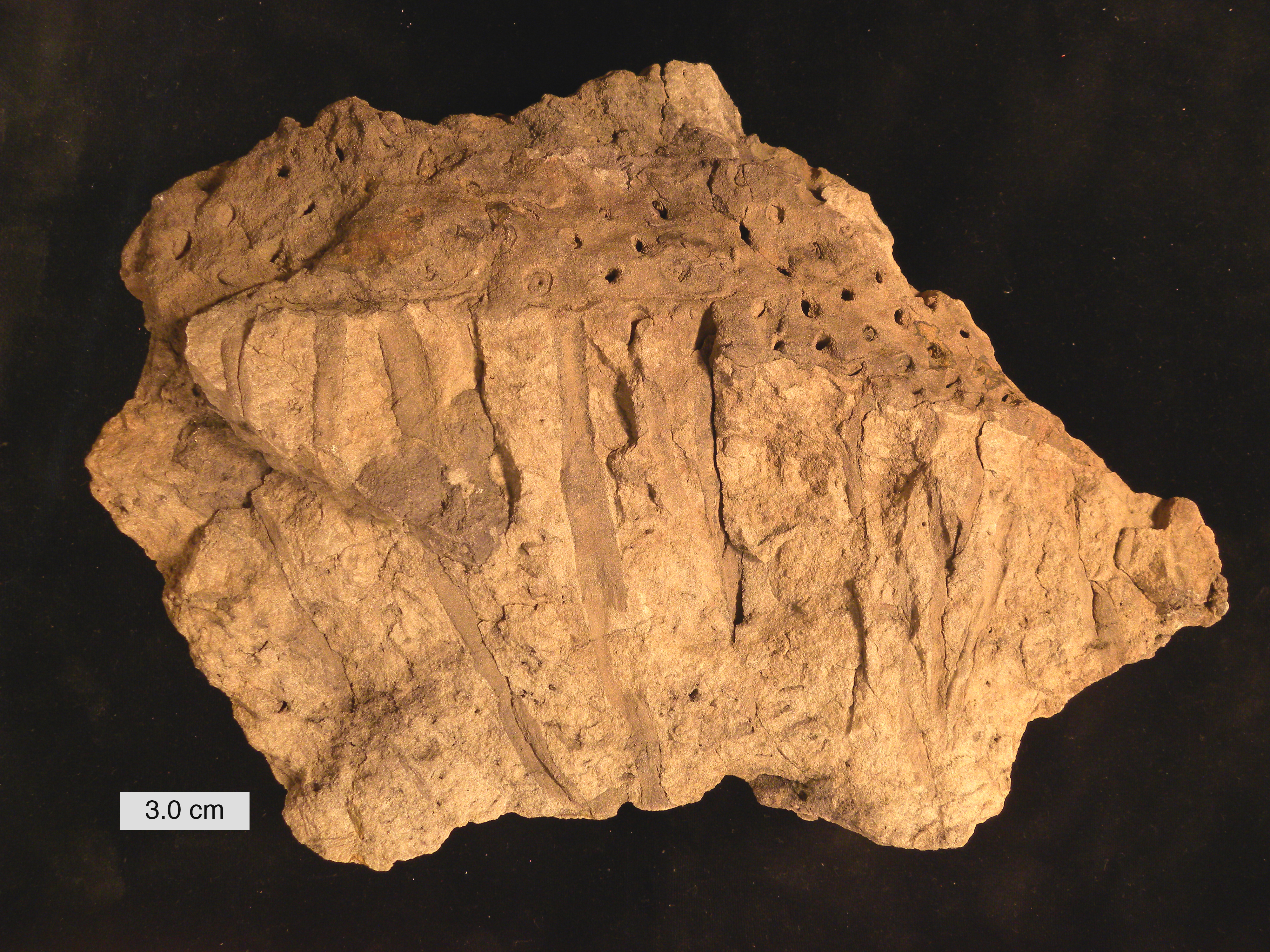
封印木的小根
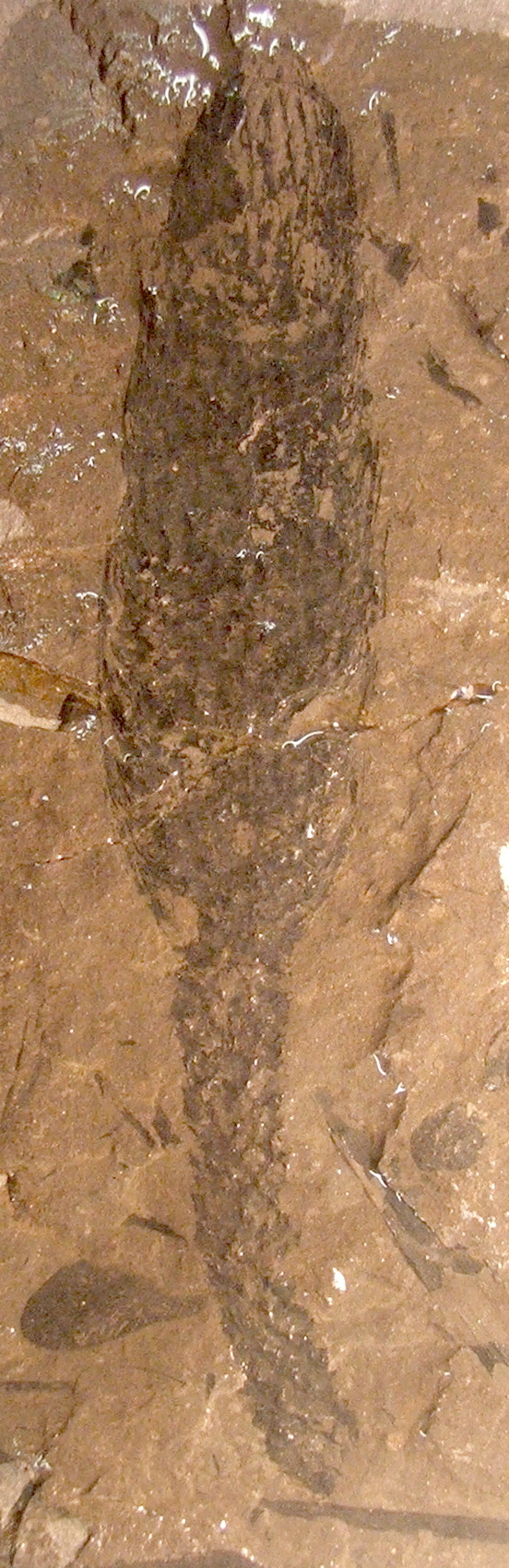
鱗木的毬果狀結構

### 擴展
- Davis, Paul and Kenrick, Paul. Fossil Plants. Smithsonian Books, Washington D.C. (2004).
- Morran, Robin, C.; A Natural History of Ferns. Timber Press (2004). ISBN 0-88192-667-1